# Коттаям
Ко́ттаям (англ. Kottayam) — город в индийском штате Керала. Административный центр округа Коттаям. Расположен в 67 км от Кочина. Средняя высота над уровнем моря — 3 метра. По данным всеиндийской переписи 2001 года, в городе проживало 60 725 человек, из которых мужчины составляли 49 %, женщины — соответственно 51 %. Уровень грамотности взрослого населения составлял 95,9 % (при общеиндийском показателе 59,5 %).

## Видные уроженцы
- Менон, Кумар Падма Шивашанкар